# Stráně u Velkého Újezdu
Stráně u Velkého Újezdu jsou přírodní památka mezi Zahořany a Velkým Újezdem v okrese Litoměřice. Chráněné území s rozlohou 6,3166 ha bylo vyhlášeno 1. listopadu 2013. Důvodem jeho zřízení je ochrana evropsky významné lokality Natura 2000 s polopřirozenými suchými trávníky a faciemi křovin na vápnitém podloží.

## Galerie

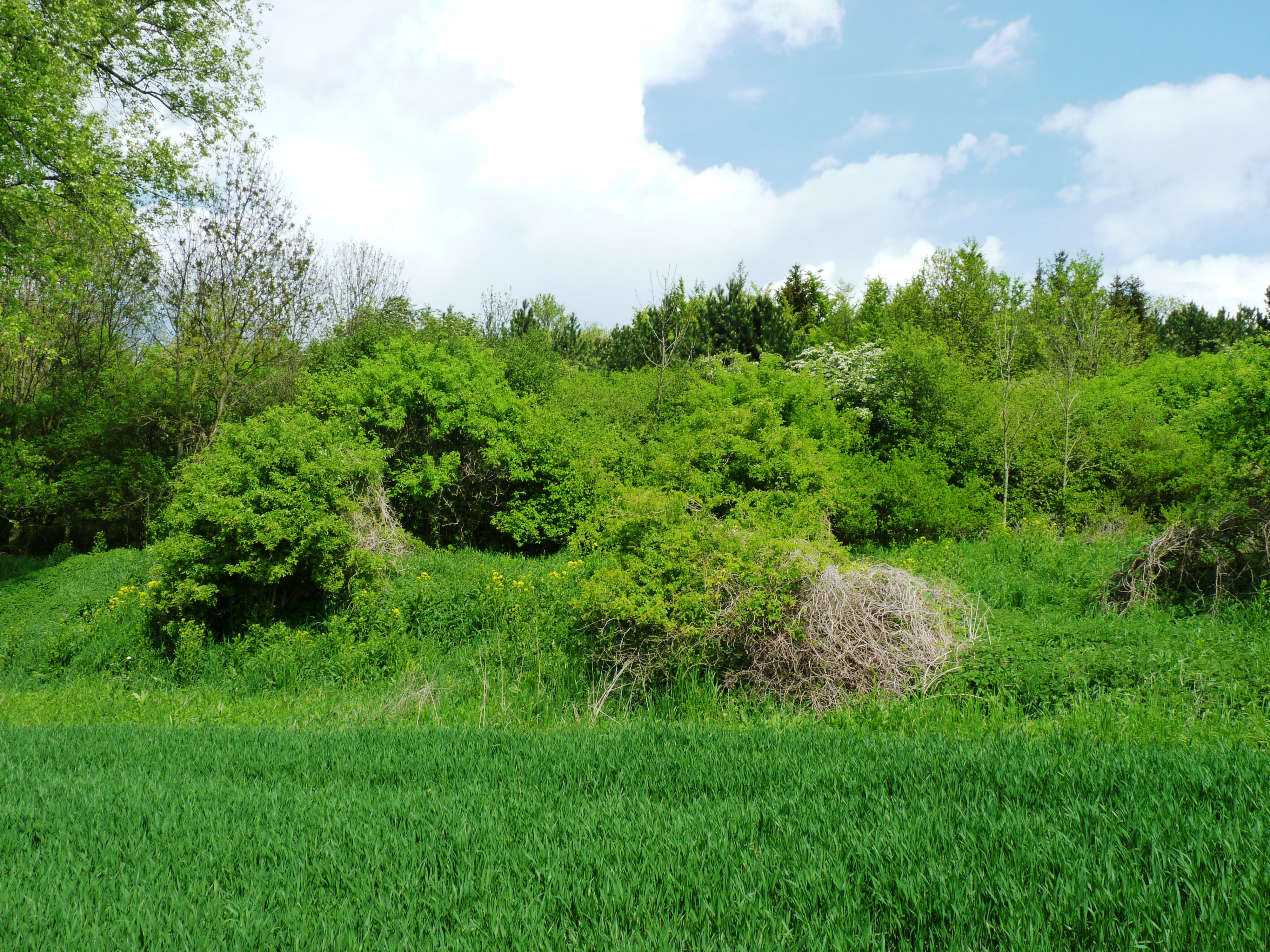
Křoviska
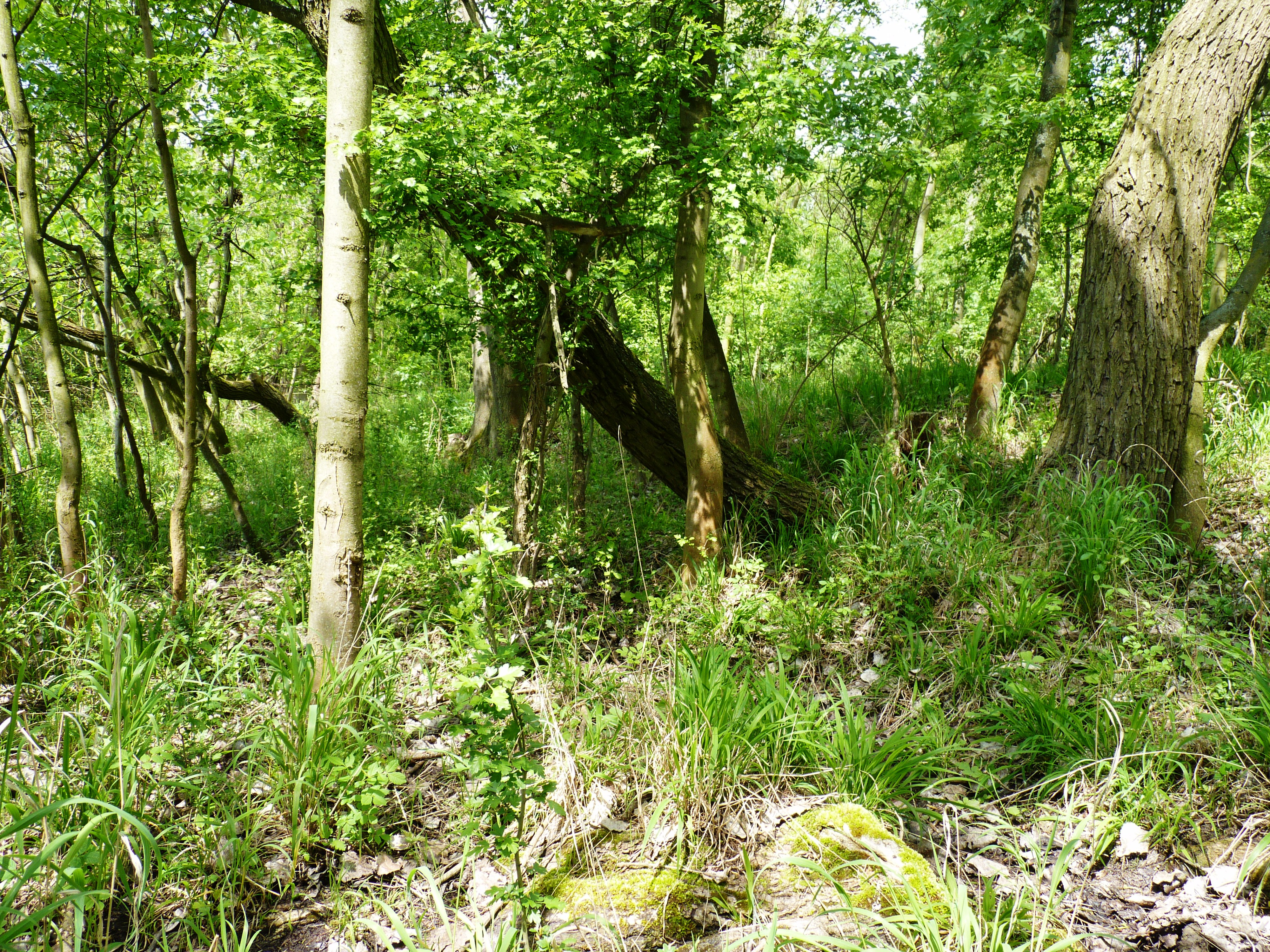
Podrost
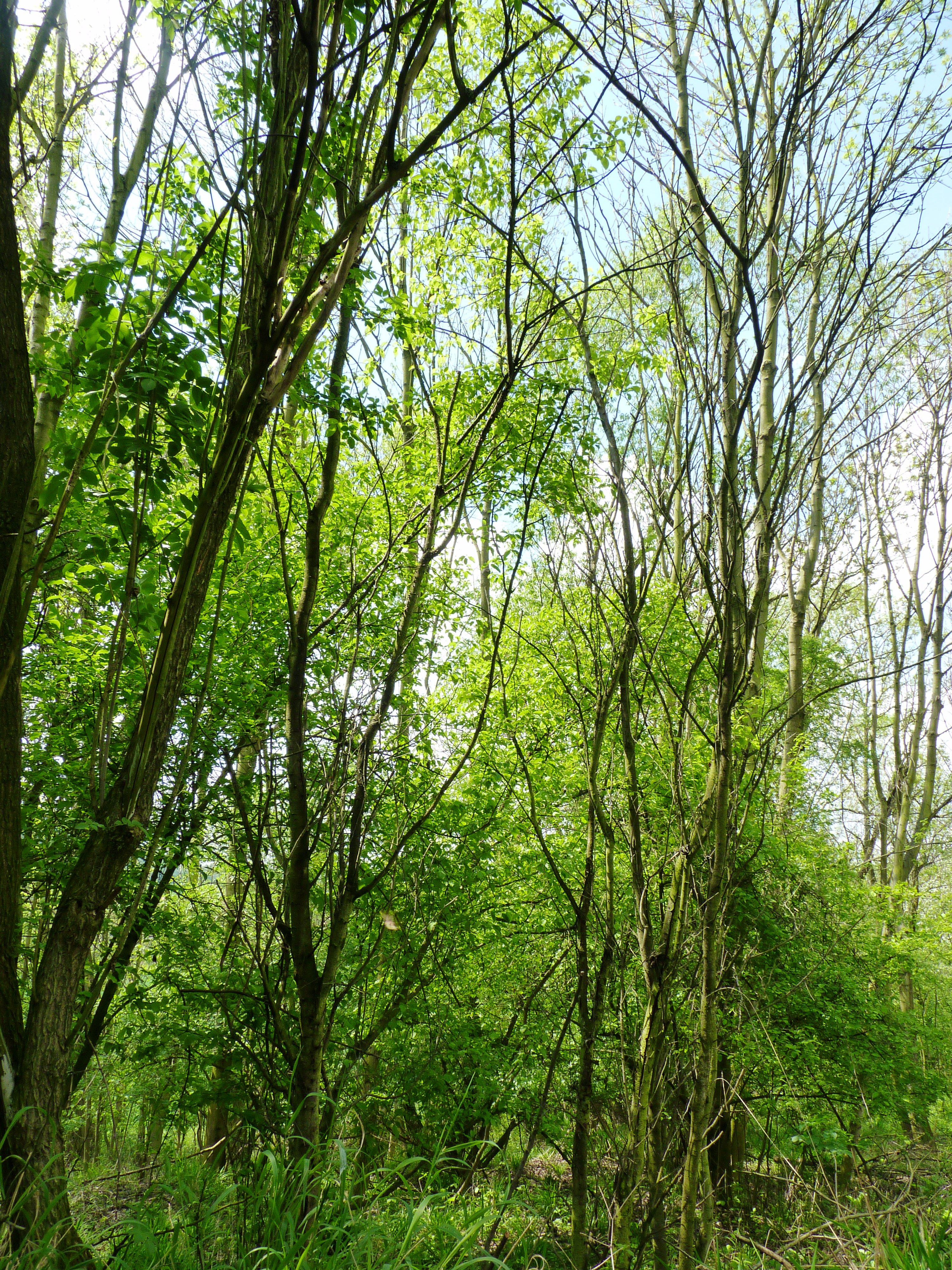
Stromy